# Sympycnus metallescens
Sympycnus metallescens är en tvåvingeart som beskrevs av Meijere 1916. Sympycnus metallescens ingår i släktet Sympycnus och familjen styltflugor. Inga underarter finns listade i Catalogue of Life.